# Ключарёва, Анна Андреевна
Анна Андреевна Ключарёва (1909—1975) — депутат Верховного Совета СССР.
Родилась в с. Чёлмужи в семье крестьянина-середняка.
С 1929 года работала в колхозе имени Сталина деревни Чёлмужи Медвежьегорского района (Карелия).
В 1931 году окончила трёхнедельные курсы животноводов и была назначена заведующей свинофермой. В 1934 году получила специальность младшего ветеринарного фельдшера.
В 1935 году ферма, которой она руководила, получила от 4 свиноматок 108 поросят, из которых 101 сохранено и выращено. 27 поросят на свиноматку — это был один из лучших всесоюзных показателей.
В дальнейшем работала зоотехником Народного комиссариата сельского хозяйства КФССР, занимала ряд должностей в Министерстве сельского хозяйства Карельской АССР.
Награждена орденом Ленина (1936).
Именем Анны Ключарёвой в 1936 году был назван буксирный пароход "Народная воля", работавший в устье реки Кумсы на перевозке древесины для Медвежьегорского лесозавода.
В декабре 1937 года избрана депутатом Верховного Совета СССР.